# Zeche Richradt
Die Zeche Richradt war eine Zeche in Essen-Fischlaken. Sie war eine der ältesten Zechen im Werdener Land (erste Erwähnung: 1578).

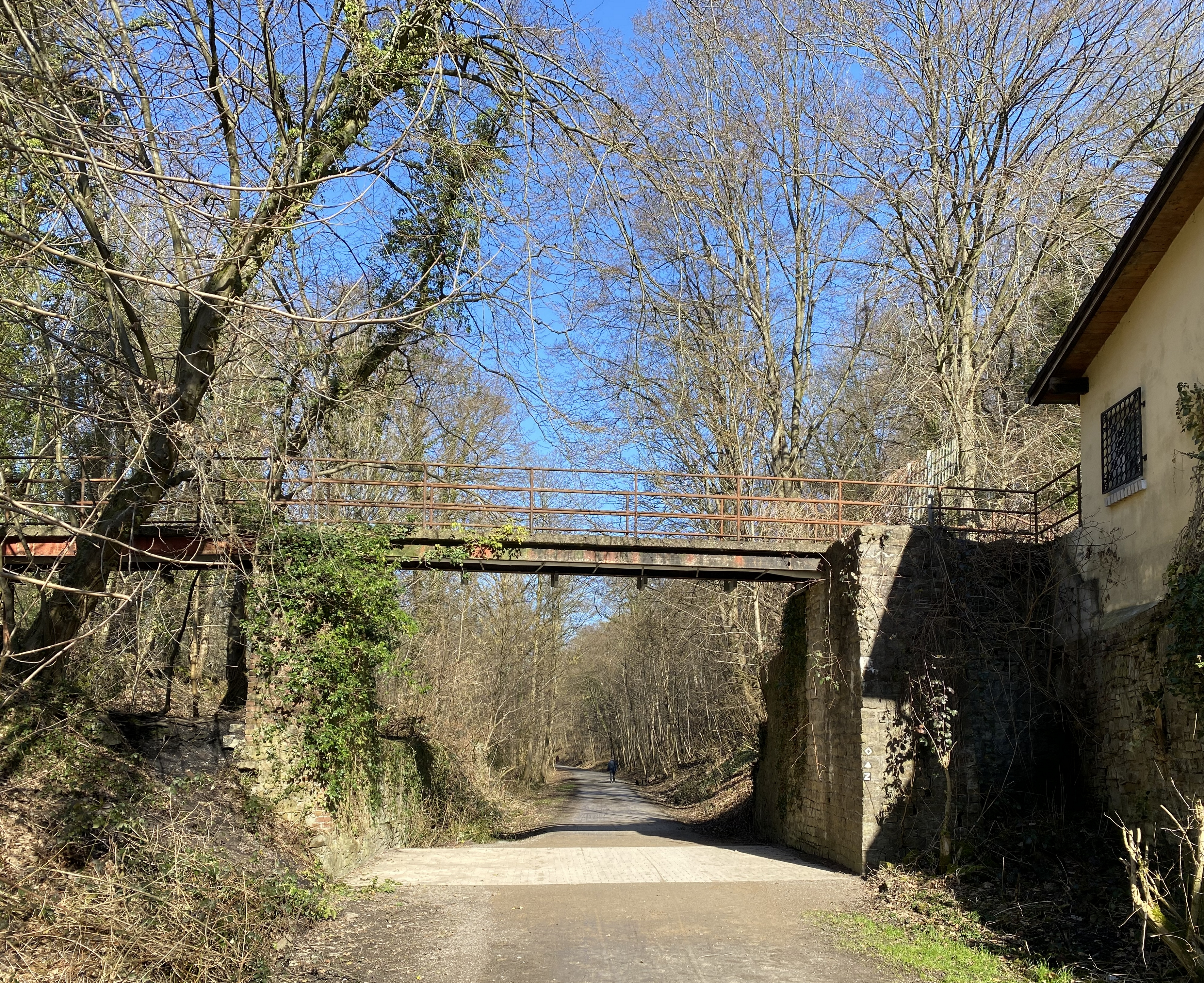
Ehem. Trasse der Hespertalbahn quert den zentralen Bereich der ehem. Zeche Richrath

## Geschichte
Im Jahr 1578 wurde von Richradter Berg der Kohlenzehnte erhoben. 1695 wird noch einmal über die Zeche berichtet. Eine Konzession des Werdener Reichsabtes vom 1. Oktober 1751 gestattete den Stollenabbau am Unterhesperbach und einen Erbstollen aus den Nockmanns Wiesen von der Ruhr her. Nachdem die Zeche jahrzehntelang stillgelegt war, nahm sie 1874 unter maßgeblicher Beteiligung von Fritz Funke wieder den Betrieb auf.
Etwa Mitte des 19. Jahrhunderts begann der Tiefbau durch den Schacht Dreckbank. Es wurden im Geviertfeld Theodor die Flöze Abgunst, Dickebank, Feldbank, Hippe, Schmiedsbank und Sonnenschein abgebaut. Um 1900 förderten 300 Arbeiter etwa 100.000 Tonnen Kohle pro Jahr. Der Schacht Richradt wurde bis 1906 vom Eisen- und Schwefelbergwerk Carl Wilhelm ebenfalls zur Förderung genutzt. Die Gewerkschaften Carl Wilhelm und Richradt wurden 1904 von der Gewerkschaft Hercules übernommen, um deren Beteiligung am Rheinisch-Westfälischen Kohlen-Syndikat zu erhöhen. 1910 wurde die Zeche Richradt wegen der schwer zu bewältigenden Wasserhaltung geschlossen. Wenige Jahre zuvor wurde sie von Carl Funke, Sohn des Fritz Funke, aufgekauft.

## Heutige Situation
Am 2. Juni 1922 wurde in Fischlaken die Straße Am Richrath nach der einst dort befindlichen Zeche benannt, wobei bei der Benennung am Ende des Namens der Schreibfehler mit th gemacht wurde. Am Ende dieser Stichstraße bei Hausnummer 50 finden sich bauliche Reste des Schachtes Dreckbank der Zeche Richradt, die am 26. Juni 2001 mit Fundamentresten in der umgebenden Industriewüstung zum Bodendenkmal erklärt wurden.